# Vall dels Alcalans

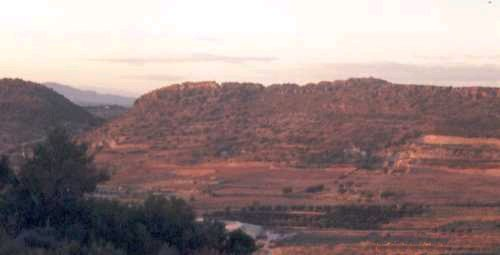
Sierra Castellet Montserrat.

La Vall dels Alcalans es una histórica comarca en la provincia de Valencia de la Comunidad Valenciana, España, que actualmente se encuentra integrada en la comarca de la Ribera Alta. Formaban parte de la misma los municipios actuales de Alfarp, Catadau, Llombay, Montroy, Monserrat, Real y Turís. Aparece en el mapa de comarcas de Emili Beüt "Comarques naturals del Regne de València" publicado en el año 1934.
Actualmente es una subcomarca de La Ribera Alta y está constituida como la Mancomunidad de la Vall dels Alcalans, a la que pertenecen las tres poblaciones geográficamente más relacionadas que son: Monserrat, Montroy y Real (antiguamente Real de Montroy), cruzadas todas por el río Magro (afluente de la vertiente izquierda del Júcar). 
Las poblaciones de Alfarp, Catadau y Llombay conforman a su vez la Mancomunidad del Marquesado regadas todas por el mismo río. 
Turís, siendo la población más al norte de la Ribera Alta, por su ubicación fronteriza, tiene más contacto y relación con la Hoya de Buñol, bastante más próxima geográficamente que las principales poblaciones de su propia comarca.